# Cinémation
Cinémation est un studio de réalisation de cinéma d'animation, créé par Manuel Otéro Aparicio
On y voit les débuts de techniques nouvelles, comme la plasticine animée avec Forme humaine (les 2 hommes) de Guido Bettiol, en 1964.
Il encouragea de nombreux jeunes premiers, comme Philippe Fauster, pour Tyrannie en 1975, ou comme Jean-Pierre Jeunet et Marc Caro dans Le Manège en 1979,.